# Capua-benet
Capua-benet er et kunstigt ben, der er fundet i en grav i Capua fra omkring år 300 f.Kr. Benet er en af de ældste kendte proteser, og blev opbevaret i Royal College of Surgeons i London, men ødelagdes under et luftangreb under anden verdenskrig. En kopi af benet findes i Science Museum i London.